# Piedemonte de hielo Händel
El Piedemonte de hielo Händel es un piedemonte de hielo que se encuentra al norte y al oeste de las montañas Colbert, entre la ensenada Haydn y la ensenada Schubert en la costa centro-occidental de la isla Alejandro I, en la Antártida. Aparentemente, fue visto por primera vez desde el aire por el Servicio Antártico de Estados Unidos en 1940, pero no fue mapeado por separado. Derek J.H. Searle, de la British Antarctic Survey, lo cartografió en 1960 a partir de fotografías aéreas tomadas por la Expedición de investigación antártica Ronne entre 1947 y 1948. El Comité de Topónimos Antárticos del Reino Unido le dio su nombre en honor al compositor Georg Friedrich Händel.